# 吸收集
在泛函分析和数学的相关领域中，向量空间中的集合S，如果其可以线性膨胀以包括向量空间中的任意元素，则 {\displaystyle S} 被称为吸收集(英語：Absorbing set)。是径向集的特殊情形，有时也被直接称为径向集。

## 定义
给定在实数或复数域 {\displaystyle \mathbb {F} } 上的向量空间 {\displaystyle X}，集合 {\displaystyle S} 被{\displaystyle x\in X}满足
{\displaystyle \forall \alpha \in \mathbb {F} :\vert \alpha \vert \geq r\Rightarrow x\in \alpha S}
其中
{\displaystyle \alpha S:=\{\alpha s\mid s\in S\}}
集合S是吸收集的概念不同于 {\displaystyle S} 吸收 {\displaystyle X} 的某个其他子集 {\displaystyle T}，后者意味着存在某个实数 {\displaystyle r>0} 使得{\displaystyle T\subseteq rS}。

## 例子
- 在半赋範向量空间中，单位球是吸收集。

## 性质
- 吸收集的有限交仍是吸收集。

## 另请参阅
- 代数内部
- 有界集 (拓扑向量空间)（英语：Bounded set (topological vector space)）